# Tim Parks
Pour les articles homonymes, voir Parks.
Tim Parks, né à Manchester en 1954, est un journaliste, écrivain et traducteur. Il grandit à Londres et étudie à Cambridge et Harvard. En 1981, il s' établit en Italie à Vérone où il vit depuis lors. 
Il traduit de l'italien Alberto Moravia, Tabucchi, Italo Calvino et Roberto Calasso. Tim Parks donne des conférences sur la traduction littéraire à Milan. 

## Citations
"Pas de vie sans double vie"